# Yusuf bin Ahmad al-Kawneyn
Yusuf bin Ahmad al-Kawneyn (in arabo يوسف بن أحمد الكونين‎?) (Zeila, XII secolo – ...) è stato un filosofo somalo.
Viaggiatore e letterato islamico noto anche come Aw Barkhadle ("Padre benedetto"),,  Yusuf Al Kownayn, Yusuf Al Bagdhadi, e Shaykh Abu Barakat al Barbari ("Benedetto padre della Somalia),. Basandosi sui riferimenti a Yusuf Al Kawneyn nei manoscritti Harar, il ricercatore Enrico Cerulli ha suggerito che fosse il capostipite della dinastia Walashma, che nel Medioevo governò sia il Sultanato di Ifat che il Sultanato di Adal. Un'altra tradizione genealogica, richiamata da C.J Cruttenden, è che Aw Barkhadle fosse un discendente di Ismail Sheikh Isaaq ibn Ahmed. Altre fonti indicando Shaykh Yusuf al Kownayn e Shaykh Isaaq come personaggi appartenenti alla stessa epoca e fra loro in contatto..

## Biografia
Sheikh Yusuf Al-Kawneyn era un ricercatore somalo, che studiò nella sua città, Zeila, e si trasferì poi in Iraq.  Come risultato di questa sua ultima esperienza, gli venne attribuito anche il titolo di "Al Baghdadi". Risulta noto anche per aver ideato una nomenclatura somala per le vocali arabe, in quella che poi è evoluta nella scrittura Wadaad.
Descritto da alcuni come uno Sharīf,, viene dipinto anche come "il più straordinario santo della Somalia settentrionale". Yusuf fu Emiro di Harar nel 1038.
Inoltre è noto anche per aver introdotto l'Islam alle Maldive e nel Sud-est asiatico. È anche noto come uno dei primi membri del 'Diwan al-awliya'.